# Roman Rudkowski

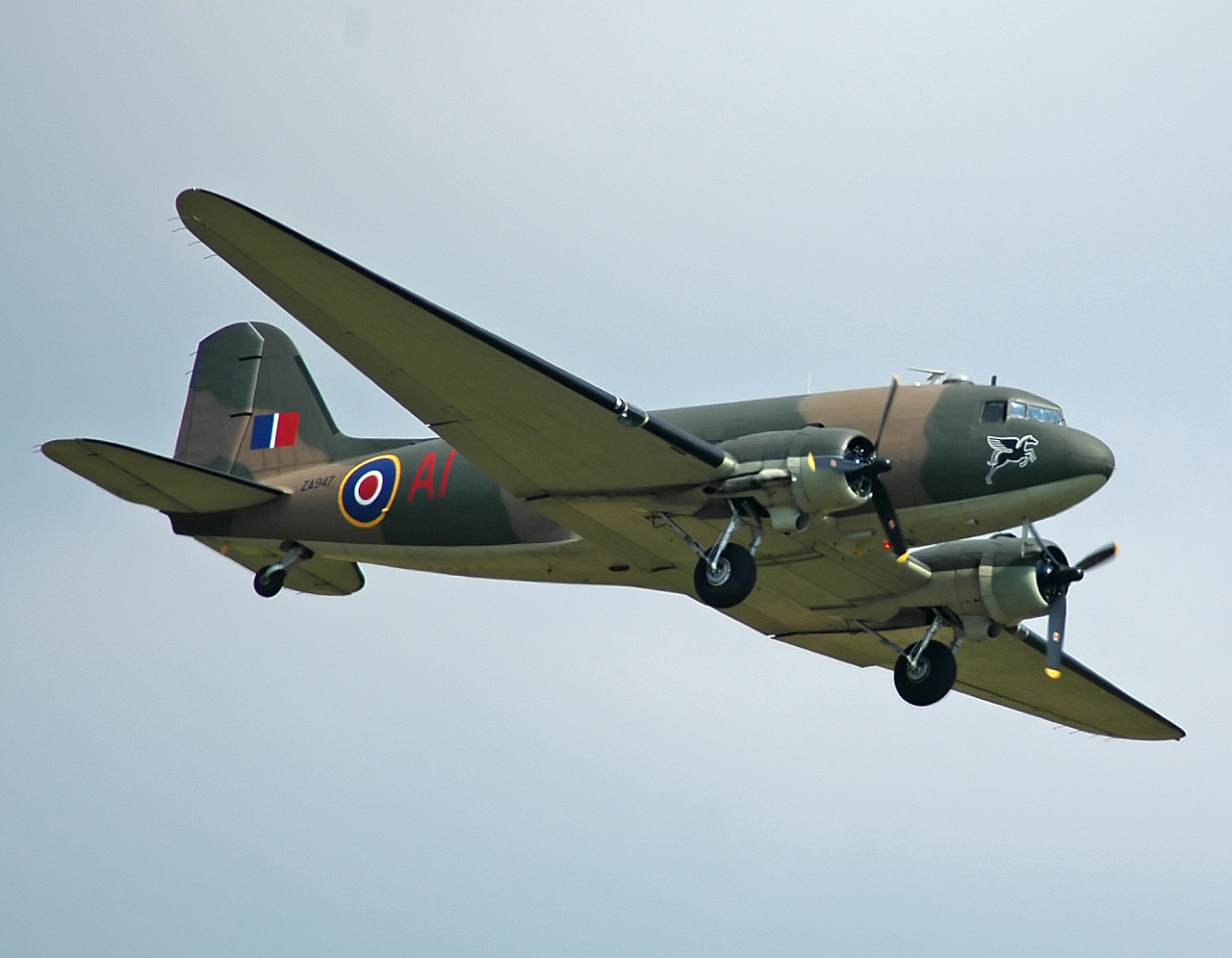
Takim samolotem Rudkowski odleciał do Wielkiej Brytanii w ramach operacji „Most II”

Roman Rudkowski vel Leon Ratomski vel Ludwik Fedorowski, ps. Gangster, Goły, Rudy (ur. 12 maja 1898 w Przemyślu, zm. 14 marca 1954 w Londynie) – oficer Wojska Polskiego, Polskich Sił Zbrojnych i Armii Krajowej, dyplomowany pułkownik pilot służby stałej, dowódca dywizjonu 301, cichociemny.

## Życiorys
Uczestniczył w konspiracyjnym kursie oficerów piechoty i kawalerii. Po ukończeniu gimnazjum w Stryju w 1914 roku zgłosił się w sierpniu tego roku do oddziałów strzeleckich Józefa Piłsudskiego. Początkowo był szeregowcem w 3 pułku piechoty, a od września służył w konnym oddziale wywiadowczym 2 pułku ułanów. 6 grudnia 1914 roku dostał się do niewoli rosyjskiej, skąd zbiegł 20 lutego 1916 roku. Pracował w polskim biurze wywiadowczym w Moskwie, na Syberii i w Taszkencie, a od lutego 1917 roku w biurze werbunkowym w Kijowie. Od lutego walczył w 6 pułku Ułanów Kaniowskich II Korpusu Polskiego jako wachmistrz, m.in. w bitwie pod Kaniowem. W maju powrócił do pracy w wywiadzie II Korpusu. Zajmował się transferami polskich żołnierzy do Murmańska. Został aresztowany w lipcu 1918 roku przez bolszewików i przewieziony do Piotrogrodu, ale już po 2 dniach zbiegł do Moskwy. W sierpniu ponownie został uwięziony, ale ponownie uciekł i przedostał się do Kijowa. Został skierowany na Kubań, gdzie wstąpił do 4 dywizji Strzelców Polskich. Służył w szwadronie wywiadowczym tej dywizji, m.in. w Odessie. 12 grudnia 1918 roku dostał się do niewoli petlurowskiej (z całym oddziałem), jednak jeszcze przed końcem roku zbiegł i wstąpił do Wojska Polskiego.
W szeregach 2 pułku piechoty Legionów był od stycznia 1920 roku dowódcą kompanii karabinów maszynowych w batalionie zapasowym. Brał udział w zajęciu Wilna. W czasie wojny polsko-bolszewickiej był ciężko ranny podczas bitwy pod Cichą Wolą (27 lipca 1920 roku). Pozostał ze swoją kompanią aż do utraty przytomności. Leczył się w szpitalu w Krakowie do listopada tego roku, po powrocie do wojska został adiutantem dowódcy 2 dywizji piechoty Legionów, a od czerwca 1921 roku – adiutantem dowódcy IV Brygady Piechoty Legionów tej dywizji. W okresie od listopada 1922 do stycznia 1924 roku służył w 6 pułku strzelców podhalańskich.
Po ukończeniu kursu pilotów w Szkole Pilotów w Bydgoszczy oraz w Oficerskiej Szkole Lotnictwa w Grudziądzu piastował m.in. następujące stanowiska:
- dowódca eskadr kolejno w 3 pułku lotniczym, 6 pułku lotniczym i 1 pułku lotniczym (od 1 października 1924 – do 15 maja 1927)
- dowódca kompanii w 82 Syberyjskim pułku piechoty w Brześciu (maj 1927 – 1928)
- 5 pułk lotniczy (od czerwca 1928 roku), dowódca 55 eskadry liniowej (listopad 1929 - grudzień 1930)[1], komendant parku lotniczego tamże (marzec 1929 – grudzień 1929)
- dowódca 141 eskadry myśliwskiej (10 kwietnia 1930 – czerwca 1931)[2] i od marca 1931 roku dowódca oddziału portowego 4 pułku lotniczego
- dowódca eskadry w 5 pułku lotniczym (do października 1931)
- dowódca 56 eskadry towarzyszącej (marzec 1934 – 30 listopada 1934)[3]
- dowódca 43 eskadry towarzyszącej (lipiec 1936 – 1 września 1937)[4]
- dowódca II dywizjonu towarzyszącego 4 pułku lotniczego (od listopada 1937 roku)[5]
- organizator i pierwszy dowódca IV dywizjonu towarzyszącego 3 pułku lotniczego (jesień 1937 – 27 listopada 1937)[6].

W międzyczasie odbył kurs dowódców eskadr i inne kursy w Wyższej Szkole Oficerskiej Sił Powietrznych w Dęblinie, w Centrum Wyszkolenia Piechoty w Rembertowie i w Wyższej Szkole Lotniczej w Warszawie.
We wrześniu 1939 roku dowodził wydzielonym dywizjonem 4 pułku lotniczego (utworzonym z 46 eskadry towarzyszącej i 49 eskadry towarzyszącej) albo był dowódcą bazy w Bydgoszczy albo pozostawał w dyspozycji Dowódcy Lotnictwa. Przekroczył granicę polsko-rumuńską 17 września 1939 roku. W październiku dotarł do Francji, gdzie uczestniczył w tworzeniu Polskich Sił Powietrznych we Francji. W grudniu 1939 roku przyjechał do Wielkiej Brytanii, gdzie został wyznaczony na dowódcę jednego z tworzonych tam dywizjonów. Otrzymał numer służbowy RAF 76621. Od 22 lipca 1940 roku przez rok dowodził 301 bombowym dywizjonem Ziemi Pomorskiej. Od lipca 1941 roku służył w Oddziale VI Naczelnego Wodza jako doradca lotniczy, a od marca 1942 roku był kierownikiem referatu łączności lotniczej (operacji zrzutowych) w Wydziale „S” (technicznym) Inspektoratu Polskich Sił Powietrznych. We wrześniu 1941 roku został zaprzysiężony w Oddziale VI NW. Od października 1941 roku był jednocześnie oficerem łącznikowym Oddziału VI NW przy brytyjskim 138 dywizjonie specjalnym. Został przeszkolony w tymże oddziale w zakresie lotnictwa w konspiracji (w czerwcu 1942 roku).
W nocy z 7 na 8 listopada 1941 roku odbył pierwszy lot nad Polskę z pierwszym zespołem cichociemnych. W drodze powrotnej samolot (m.in. z powodu braku paliwa) był zmuszony do awaryjnego lądowania w okolicach Ystad, gdzie Rudkowski wraz z załogą został na kilka tygodni internowany.
W nocy z 25 na 26 stycznia 1943 roku został zrzucony do kraju w ramach akcji „Brace” dowodzonej przez kpt. naw. Stanisława Króla (zrzut na zapasową placówkę odbiorczą 16 km na północ od Radomia, w okolicy Białobrzegów). Po aklimatyzacji w Warszawie został w lutym 1943 roku mianowany szefem Wydziału Lotnictwa Oddziału III Operacyjnego sztabu Komendy Głównej AK, po płk. Bernardzie Adameckim.
W ramach operacji Most II w nocy z 29 na 30 maja 1944 roku poleciał do Wielkiej Brytanii w celu uzgodnienia pomocy lotniczej w czasie planowanego powstania powszechnego. Samolot Douglas Dakota lądował na lądowisku „Motyl”, 18 km na północny zachód od Tarnowa, koło wsi Wał-Ruda. Po upływie 7 minut samolot odleciał do Włoch zabierając ekipę w składzie: mjr Zbigniew Sujkowski „Leliwa”, „Wygoda”, płk Roman Rudkowski, Jan Domański „Bartnicki” – emisariusz Stronnictwa Ludowego. Rudkowski był jednocześnie kurierem od dowódcy AK i Delegatury Rządu na Kraj.
Od czerwca 1944 roku Rudkowski był ponownie przydzielony do Oddziału VI Naczelnego Wodza. Ponownie skoczył do Polski w nocy z 16 na 17 października 1944 roku w ramach akcji „Poldek 1” dowodzonej przez por. naw. Stanisława Kleybora (zrzut na placówkę odbiorczą „Mewa” 19 km na południowy wschód od Piotrkowa Trybunalskiego) jako emisariusz szefa sztabu NW z zadaniem rozpoznania sytuacji, w jakiej znalazła się AK po upadku Powstania Warszawskiego. 22 października dołączył do sztabu Komendy Głównej AK i ponownie przejął od płk. Adameckiego dowodzenie Wydziałem Lotnictwa Oddziału III sztabu KG AK. Jego depesze z 22 i 29 października przyczyniły się do formalnego mianowania gen. Leopolda Okulickiego dowódcą AK. Jego zadaniem było m.in. zorganizowanie kolejnej operacji „Most”, w ramach której miał być m.in. ewakuowany z kraju Wincenty Witos (co nie doszło do skutku).
Po rozwiązaniu AK prowadził prace związane z likwidacją Wydziału Lotnictwa.
13 marca 1945 roku został aresztowany przez radziecki Smiersz i osadzony w więzieniu w Łodzi. Przekazano go polskim władzom i w sierpniu przewieziono do więzienia mokotowskiego w Warszawie. 20 czerwca 1945 roku Rudkowski napisał memorandum skierowane do marszałka ludowego Wojska Polskiego Michała Rola-Żymierskiego dotyczące zagadnień lotnictwa w komunistycznym wojsku polskim. 20 czerwca 1946 roku śledztwo przeciwko niemu (o udział w nielegalnym związku „Armia Krajowa” mającym na celu obalenie demokratycznego ustroju Państwa Polskiego) zostało umorzone i wyszedł z więzienia.
Pracował w prywatnym zakładzie drzewnym „Strug”. Zagrożony kolejnym aresztowaniem ukrywał się przed UB mieszkając m.in. w Krynicy-Zdroju, Szczecinie, Częstochowie i Puszczykowie. W 1949 roku zbiegł z kraju i przedostał się do Londynu, gdzie się osiedlił i gdzie zmarł na atak serca w 1954 roku. Po śmierci został pochowany na cmentarzu w Fulham (North Sheen), lokalizacja grobu ER 36.

## Awanse
- wachmistrz – 1918
- podporucznik – ze starszeństwem z dniem  1 lipca 1919 roku
- porucznik – ze starszeństwem z dniem 1 kwietnia 1920 roku
- kapitan – 2 stycznia 1924 roku
- major – ze starszeństwem z dniem 1 stycznia 1935 roku
- podpułkownik – ze starszeństwem z dniem 19 marca 1939 roku i 11. lokatą w korpusie oficerów lotnictwa[7][13]
- pułkownik – ze starszeństwem z dniem 25 stycznia 1943 roku[14]

Tytuł oficera dyplomowanego uzyskał 16 września 1944 roku rozkazem NW z 1 września 1944 roku.

## Ordery i odznaczenia
- Krzyż Złoty Orderu Virtuti Militari nr 60[15]
- Krzyż Srebrny Orderu Wojskowego Virtuti Militari nr 3852[16]
- Krzyż Niepodległości (17 września 1932)[17]
- Krzyż Walecznych (trzykrotnie[8][18][19] albo czterokrotnie[14]: pierwszy – za udział w walce pod Cichą Wolą (1921)
- Złoty Krzyż Zasługi z Mieczami
- Srebrny Krzyż Zasługi z Mieczami
- Złoty Krzyż Zasługi (18 lutego 1939)[20]
- Srebrny Krzyż Zasługi (17 marca 1934)[21]
- Polowa Odznaka Pilota
- łotewska Odznaka Lotnicza (1929)[22]

## Życie rodzinne
Był synem Augusta, dyrektora kooperatyw okręgu lwowskiego, i Marii z domu Hulak. Był trzykrotnie żonaty: pierwszą jego żoną była Stefania z domu Wallówna, drugą – Jadwiga z domu Ratomska (1901–1982). Z tego małżeństwa miał dwoje dzieci: Danutę albo Annę (ur. 1931) i Zbigniewa Jerzego (ur. 1939). Jadwiga Rudkowska była więziona z dziećmi w ZSRR. Wrócili do Polski w 1948 roku.
Roman Rudkowski ożenił się po raz trzeci w 1947 roku z Aliną z domu Głowińską (1° voto Dodacką), z którą miał syna Wojciecha (ur. 1947).